# Лесото на летних Олимпийских играх 1984
Королевство Лесото принимало участие в Летних Олимпийских играх 1984 года в Лос-Анджелесе (США) в третий раз за свою историю, но не завоевало ни одной медали. Делегация состояла из четырёх спортсменов, из которых двое были боксёрами, а еще двое легкоатлетами-бегунами, выступавшими в стайерских дисциплинах.

## Результаты

### Бокс
Спортсменов — 2
| Спортсмен  | Весовая категория | Первый раунд  | Второй раунд                | Четвертьфинал        | Полуфинал            | Финал                | Финал                |                      |
| Спортсмен  | Весовая категория | Соперник Счёт | Соперник Счёт               | Соперник Счёт        | Соперник Счёт        | Соперник Счёт        | Место                |                      |
| ---------- | ----------------- | ------------- | --------------------------- | -------------------- | -------------------- | -------------------- | -------------------- | -------------------- |
| Лефа Тсапи | до 67 кг          | —             | Китенге Китенгва Заир П RSC | Завершил выступления | Завершил выступления | Завершил выступления | Завершил выступления | Завершил выступления |
| Циу Монне  | до 75 кг          | —             | Мохамед Зауи Алжир П RSC    | Завершил выступления | Завершил выступления | Завершил выступления | Завершил выступления | Завершил выступления |

### Лёгкая атлетика
Спортсменов — 2
Мужчины
| Спортсмен       | Дисциплина | Полуфинал | Полуфинал | Полуфинал | Финал                | Финал                |
| Спортсмен       | Дисциплина | Время     | Место     | Итог      | Время                | Место                |
| --------------- | ---------- | --------- | --------- | --------- | -------------------- | -------------------- |
| Франс Нтаоле    | 10000 м    | 30:18,71  | 13        | 35        | Завершил выступления | Завершил выступления |
| Франс Нтаоле    | марафон    |           |           |           | 2:21:09              | 40                   |
| Венсан Ракабеле | марафон    |           |           |           | 2:32:15              | 61                   |